# Smaljavitsjy
Smaljavitsjy (Wit-Russisch: Смалявічы; Russisch: Смолевичи, Smolevitsji) is een stad in Wit-Rusland. Het ligt in de oblast Minsk, 36 kilometer ten noordoosten van Minsk en is de hoofdplaats van de gelijknamige rayon.
Smaljavitsjy wordt in 1448 voor het eerst genoemd. Zowel tijdens de oorlog tussen het Pools-Litouws Gemenebest en het keizerrijk Rusland (1654-1667)  alsook tijdens de Grote Noordse Oorlog (1700-1721) wordt de stad zwaar beschadigd.
In 1793 bij de Poolse delingen ging Smaliavitsji bij het Russische Rijk horen.
In de Tweede Wereldoorlog bezetten de Duitsers de stad op 26 juni 1941. Voor de Joden werd een getto afgebakend, tussen juli 1941 en oktober 1942 werden de  circa 2000 Joden vermoord. Op 2 juli 1944 werd de stad door het Rode Leger bevrijd.
In 2017 telde de stad 16.600 inwoners. Er zijn ondernemingen op het gebied van machinebouw, bouwmaterialen, voedselverwerking, bosbouw en houtbewerking. De stad beschikt over enkele hotels. De P-53 vormt de wegverbinding met Minsk (circa 40 km); de stad ligt aan de spoorweg vanuit Minsk naar het oosten.
FK Smaljavitsjy is de lokale voetbalclub.

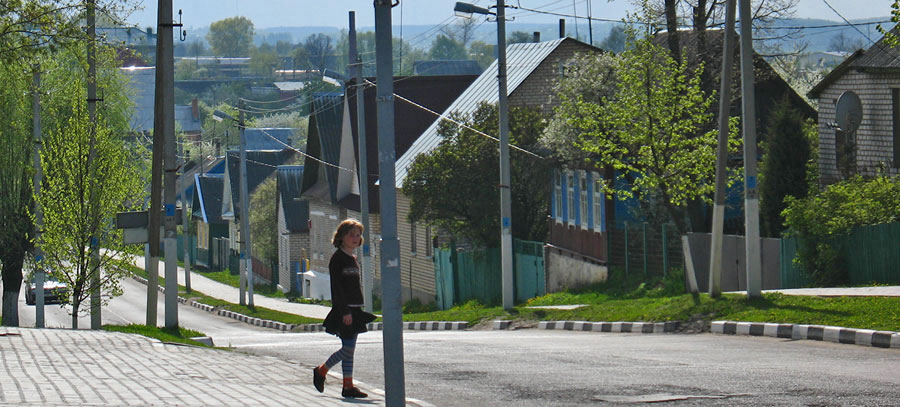
Straatbeeld